# Klepina duliba
Klepina duliba je predjel na Velebitu. Sekundarni je stadij prašume smreke i bukve na području koja se prostire na 118,5 ha. Pripada posebnom rezervatu šumske vegetacije Štirovači. Smatra se prašumom zato što se u njoj nikada nije gospodarilo.
Ovo je sekundarna prašuma smreke usred velikog i značajnog šumarskog bazena Štirovače. Ovdje već gotovo od sredine 19. stoljeća intenzivno šumari i prirodni uvjeti omogućuju izvanredne gospodarske efekte. Istodobno, gospodarene šume Štirovače prekrasne su, sa smrekama koje postižu izvanredne visine i kvalitetu. 
Budući se s ovim šumama gospodari preborno, tj. nikada se ne uklanjaju sva stabla s jedne površine, već se prebiru samo dozrela - time se otvara prostor rastu mlađih stabala - i biološka raznolikost ovih gospodarski vrijednih prostora uopće nije upitna. 
I ovu prašumu, iako je na samoj cesti, šumari su svojevoljeno ostavili upravo kako bi sebi i drugima omogućili usporedbu gospodarene i negospodarene šume. Zanimljivo je da će se prosječnom neukom promatraču više svidjeti gospodarene šume, a to je i logično jer u njima rastu upravo odabrani primjerci stabala, a u najboljoj dobi i zdravstvenoj kondiciji. U prašumi neka stabla rastu, neka i umiru i trunu.

## Vanjske poveznice
- Satelitska snimka  Arhivirana inačica izvorne stranice od 20. veljače 2021. (Wayback Machine)